# Christian Pfannberger
Christian Pfannberger (Judenburg, Estíria, 9 de desembre de 1979) és un ciclista austríac, professional del 2002 al 2009. En el seu palmarès destaquen els dos campionats nacional en ruta de 2007 i 2008.
La seva carrera també va estar marcada pel dòping. El 2004 va ser suspès dos anys per un dopatge per testosterona. El 2009, va tornar a donar positiu aquest cop per EPO. Va ser sancionat de per vida.

## Palmarès
- 2001
  -  Campió d'Àustria sub-23 en ruta
  - 1r a la Volta a Turíngia i vencedora d'una etapa
- 2006
  - Vencedor d'una etapa de la Volta a Àustria
- 2007
  -  Campió d'Àustria en ruta
  - 1r al Gran Premi Raiffeisen
- 2008
  -  Campió d'Àustria en ruta
  - 1r al Giro del Cap i vencedora d'una etapa

### Resultats al Giro d'Itàlia
- 2008. Abandona (15a etapa)